# Leonard Montefiore
Leonard Montefiore, né le 2 juin 1889 à Marylebone (Londres) et mort dans la même ville le 23 décembre 1961, est un philanthrope britannique qui appartient à la famille Montefiore. Il est connu notamment pour ses actions humanitaires pendant la Seconde Guerre mondiale, dont le sauvetage de plus de 732 enfants juifs, déportés dans les centres d'extermination nazis, surnommés par la suite les « enfants Montefiore » ou les « enfants de Windermere ».

## Biographie
Leonard Nathaniel Goldsmid-Montefiore est le fils unique du philanthrope et humaniste Claude Montefiore, auquel il succède à la tête de nombreuses organisations caritatives juives au Royaume-Uni.

## Dans la culture
Dans le film Les Enfants de Windermere (2020), son rôle est interprété par Tim McInnerny.